# عمر الفاسي الفهري
عمر الفاسي الفهري سياسي وأكاديمي مغربي. عين الوزير المنتدب لدى وزير التعليم العالي والبحث العلمي مكلف بالبحث العلمي في حكومة إدريس جطو.

## السيرة
عمل في عدة وظائف ومهام على المستوى الأكاديمي والإداري:
- عضو اللجنة الدائمة للبحث العلمي والتقني والابتكار.
- أستاذ التعليم العالي بكلية العلوم بالرباط.
- أمين السر الدائم لأكاديمية الحسن الثاني للعلوم والتقنيات.
- كاتب دولة ووزير منتدب في البحث العلمي سابقا.
- مدير سابق للمدرسة العليا لأساتذة التعليم التقني بالرباط (1991 ـ 1998) .
- حائز على وسام العرش من درجة فارس.[1]